# 310 (liczba)
310 (trzysta dziesięć) – liczba naturalna następująca po 309 i poprzedzająca 311.

## W matematyce
- 310 to parzysta liczba złożona z 3 czynnikami pierwszymi[1].
- 310 to liczba sfeniczna, co oznacza, że ma 3 czynniki pierwsze[2].
- 310 jest liczbą niecotietną, co oznacza, że m − φ(m) = n nie ma rozwiązania dla n=310[3].
- 310 to liczba ścieżek algorytmu Dijkstry o ściśle przecinających się szczytach[4].
- Suma dzielników liczby 310 jest doskonałym kwadratem[5].